# شكل الكون
شكل الكون (بالإنجليزية: shape of the universe)‏ هو أحد موضوعات «علم الكون الفيزيائي» ويختص بدراسة عما إذا كانت مترية الكون منبسطة أو منحنية. تحاول المناقشة العلمية التوصل من كون ذو ثلاثة أبعاد (يمكن وصفه باحداثيات مسايرة) إلى كون زمكان.
من الوجهة العملية فقد قام مسبار ويلكينسون لقياس اختلاف الموجات الراديوية WMAP بتسجيل الأشعة الراديوية المتبقية من الانفجار العظيم ووجدها متساوية في جميع أنحاء السماء (الفروق في شدتها لا تزيد عن 0.004). تلك النتيجة جعلت ناسا تفصح بالآتي: "تحققنا الآن أن الكون منبسطا في حدود خطأ لا يزيد عن 0.4%. في نفس الوقت يتفق هذا مع شكل الكون طبقا للنظرية السائدة والتي تمثلها مترية فريدمان-لامتر-روبرتسون-ووكر بأنه منبسطا، أي أن قياسات الخلفية الكونية الراديوية تؤيد النظرية القائلة بأن الكون منبسطا وليس منحنيا (هذا يعتمد على كمية المادة فيه).

## مقدمــــة

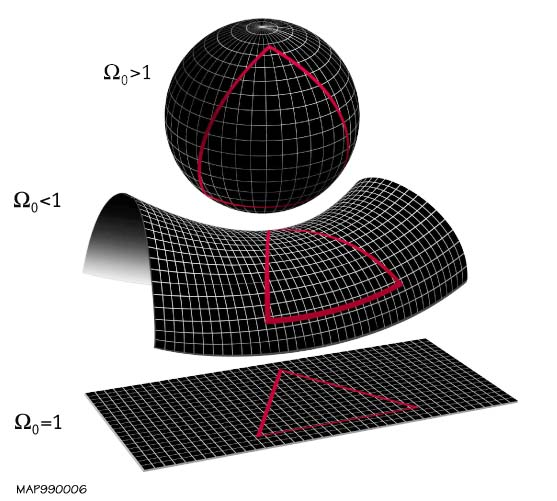
شكل الكون يعتمد على احداثية الكثافة ، فإذا كانت احداثية كثافة المادة فيه Ω أكبر أو أقل أو مساوية 1.
من اعلى إلى أسفل:
كون كروي، حيث Ω > 1, أو
كون في شكل القطع الزائد، إذا كانت Ω < 1, أو
كون منبسط إذا كانت Ω = 1.
مع ملاحظة أن التمثيل هنا ذو بعدين للتوضيح ويسهل تخيله في ثلاثة أبعاد.

يمكن تقسيم مناقشة شكل الكون إلى جزئين:

1. الاحداثيات المحلية، ويقصد بها انحناء الكون في حيز الكون المرئي،
2. الإحداثيات الشمولية، وهي تنتسب إلى طبيعة الكون الشمولية، الشيء الذي ربما يا يكون في متناول القياسات والرصد.

فإذا كان الكون المرئي يشمل جميع الكون فيمكننا إذا من تعيين بنية الكون الشمولية بواسطة المشاهدة. إما إذا كان الكون المرئي أصغر من الكون الكلي، فإن المشاهدة تكون محصورة في الجزء الذي نعيش فيه (المرئي) فقط ولا تنطبق عليه ككل.
يتعامل الفلكيون عادة مع جزء من الزمكان في هيئة "مكانية" تسمى احداثيات مسايرة. وجزء الزمكان الذي يمكن رؤيته فهو الذي نراه في المخروط الضوئي عن الماضي (جميع النقاط التي يمكن رؤياها في أفق الضوء الكوني الذي يصل خلال زمن معين إلى المشاهد)، بينما ما يؤول إلى "حجم هابل " فيمكن وصفه إما بالمخروط الضوئي السابق أو الفضاء المساير حتى سطح الانعكاس الأخير. ومن أجل الكلام عن " شكل الكون (في نقطة زمنية معينة) فهو ناقص من وجهة نظر النظرية النسبية الخاصة حيث أن التزامن نسبي ولا نستطيع اعتبار نقاط مختلفة في الكون بأنها "في نفس النقطة الزمنية"، وبالتالي لا يصح الكلام عن "شكل الكون في نقطة معينة من الزمن".

## الشكل المحلي
تشير المشاهدات الفلكية الناتجة عن مشاهدة المستعرات العظمى وإشعاع الخلفية الميكرويفي الكوني إلى أن الكون المرئي متماثل في جميع أرجائه متساوي التوزيع، ويبدو أنه في حالة تسارع.

### نموذج FLRW للكون
يطبق نموذج فريدمان-لومتر-روبرتسون-وولر (إحداثيات روبرتسون-ووكر) النظرية النسبية. ويمكن التعبير عن هذا النموذج بمعادلات فريدمان، وهي تطرح انحناء للكون مبنيا على ديناميكا السوائل، بمعنى أنها تعامل المادة في الكون معاملة سائل مثالي. ومع أن النجوم وبنيات الكتلة يمكن أدخالها في نموذج إف إل آر دبليو، إلا أن نموذج إف إل آر دبليو الخالص يستخدم فقط لتمثيل الانحناء المحلي للكون المرئي.
وبافتراض آخر، إذا أهملنا كل أشكال الطاقة المظلمة فيمكننا تعيين انحناء الكون عن طريق قياس متوسط كثافة المادة فيه، مع افتراض أن كل المادة متوزعة بالتساوي فيه. ويؤيد هذا الافتراض المشاهدات التي تشير إلى أن الكون بصفة عامة متساوي التوزيع (على الرغم من كون توزيع المادة ليست متساوية بنسبة 100% نظرا لوجود مجرات وتجمعات مجرات فيه، بمعنى وجود بؤر تزداد فيها المادة).
يعطي تساوي توزيع المادة في الكون انحناء ثابتا. وينتج عن النظرية النسبية ونموذج FLRW أن احداثية الكثافة (Omega (Ω تنتسب إلى انحناء الفضاء. وتمثل Ω متوسط كثافة الكون مقسومة على كثافة الطاقة الحرجة، بمعنى الطاقة اللازمة يكون الكون ذو انحناء مقداره صفر.
إن انحناء الفضاء هو وصف رياضي عما إذا
كانت هندسة فيثاغورس تنطبق على الكون في «الإحداثيات المكانية» أم لا. فإذا كانت لا تنطبق عليها فهي تقدم معادلات بديلة للتعبير عن العلاقات المحلية بين المسافات:
- إذا كان الانحناء مساويا للصفر، تكون Ω = 1, وبالتالي تنطبق هندسة فيثاغورس على الكون،
- وإذا كانت Ω > 1, يكون انحناء الكون سالبا،
- وإذا كانت Ω < 1، يكون احناؤه موجبا.

وفي الحالتين الأخيرتين لا تنطبق هندسة فيثاغورس (ولكن الاختلافات ستشاهد فقط في مثلثات يبلغ طول ضلعها أبعادا فلكية (مثل E+26 متر)).
إذا قمت بقياس محيط دوائر متزايدة الأقطار، وتقوم بقسمة محيط الدائرة السابقة على محيط الدائرة الأخيرة فإن الثلاثة النماذج تعطي نفس القيمة π للمقاييس الصغيرة، ولكن النسبة π ستختلف في حالة الدوائر الكبيرة ذات مقاييس فلكية، ما عدا إذا كانت Ω = 1 .
- في حالة Ω > 1 (حالة كروية، أنظر الشكل) ستكون π التي تحصل عليها أقل من π التي نعرفها، وفي الواقع أن محيط الدوائر الكبيرة على كرة ستكون ضعف قطرها فقط،
- وفي حالة Ω < 1 ستكون النسبة أكبر من π .

تشير الأرصاد الفلكية لكثافة كلا من المادة والطاقة في الكون وفي فترات الزمكان الناتجة عن بمشاهدة أحداث المستعرات العظمى إلى أن الانحناء الفضائي قريب جدا من الصفر، هذا مع أنهما لا يفصلان في أمر هل هو انحناء موجب أم سالب. هذا يعني أنه على الرغم من الانحناء المكاني للزمكان الذي تنادي به النظرية النسبية يعتمد على «فترات زمكان»، فيمكن تقريب «الثلاثة أبعاد» الفضائية
بواسطة الهندسة الإفليدية المعروفة.

### انحناءات محلية ممكنة
توجد ثلاثة تصنيفات للانحناءات الفضاء الممكنة ذات انحناء ثابت، ويعتمد على إشارة الانحناء. فإذا كان الانحناء مساويا للصفر تكون الهندسة المحلية مستوية، وإذا كان موجبة الإشارة فتكون الهندسة المحلية كريوية، وإذا كانت سالبة الإشارة فستكون الهندسة المحلية في شكل القطع الزائد.
وتمثل هندسة الكون (انحناء الكون) ينظام أحداثيات مسايرة يمكن معها إهمال تمدد الكون. فالإحداثيات المسايرة تشكل إطارا واحدا مرجعيا بحيث تكون هندسة الكون ثابتة لا يتغير في ثلاثة أبعاد مكانية.
وبافتراض أن الكون متجانس والمادة فيه موزعة توزيعا متساويا فيمكن وصف انحناء الكون المرئي - أو الهندسة المحلية - بواسطة هندسة واحدة من بين ثلاثة هندسات «بدائية».
وتسمى هذه في الرياضيات بنماذج هندسية:
- 3-أبعاد مستوية مطابقة للهندسة الإقليدية، ويرمزلها بالرمز E3
- 3-أبعاد هندسة كروية ذات انحناء صغير، ويرمز لها بالرمز S3
- 3-أبعاد هنسية القطع الزائد ذات انحناء صغير.

وحتى لو كان الكون ليس مستويا تماما يكون الانحناء المحلي قريبا جدا من الصفر، بحيث يكون نصف قطره مساويا تقريبا لأفق الرؤية في الكون المرئي أو يتعداه قليلا.

### الرصــد
تعتمد احتمال قياس انحناء الفضاء عن طريق القياس المباشر على مقدار الانحناء: الانحناء الصغير للكون المرئي بحيث يكون نصف قطر الانحناء أكبر من الأفق المرئي يجعل قياسه صعبا أو مستحيلا إذا كان الانحناء في شكل القطع الزائد. وبالنسبة إلى هندسة كروية ذات انحناء صغير (بمعنى أن يكون نصف قطر الانحناء كبير)، فهذه حالة من الممكن قياسها.
تحليل البيانات التي سجلها مسبار ويلكينسون لقياس اختلاف الموجات الراديوية يبين - على مستوي التشتت الأخير للموجات - أن إحداثية كثافة الكون لا تتعدى خطأ أكبر من 0.5% من القيمة التي تجعل الكون منبسطا، بحيث تنطبق الهندسة الإقليدية عليه.

## اقرأ أيضا
- مشروع المستعرات العظمى الفلكي
- سلم المسافات الكونية
- مقياس المسافة في الفلك
- مخروط ضوئي
- فرسخ فلكي
- سنة ضوئية
- قائمة أبعد أجرام الكون عنا
- مجرة UDFj-39546284
- قائمة أقرب النجوم إلينا